# Banco Angolano de Investimentos
El Banco Angolano de Investimentos (BAI) va ser fundat el 1996 com el primer banc privat d'Angola. El BAI és una institució de banca múltiple que opera a Angola amb una xarxa nacional a mitjans de 2012 de 89 agències en les 18 províncies, amb 41 sucursals a la província de Luanda. En 9 de les 18 províncies, BAI funciona amb una única sucursal.
L'accionista majoritari és Sonangol, amb el 8.5% del capital del banc. Arcinella Assets i Sforza Properties tenen respectivament el 7% i el 6.5% del capital, sis altres tenen el 5% cadascun; el 48% restant és en mans de petits accionistes.
El BAI té una repesntació a Portugal, el Banco BAI Europa S.A. amb dues agències, Lisboa i Porto. En 2008 BAI va obrir el Banco BAI Cabo Verde a Cap Verd amb nombroses oficines. Posteriorment va vendre el Banco BAI Microfinanças (BMF), un petit banc a Angola que ofereix entre altres serveis transferències de pagament de Western Union.
BAI també és propietari d'altres empreses, com el Banco Sul Atlantico (BSA), IFI a Cap Verd, Brasil Banco Múltiplo a Brasil, Banco Internacional de São Tomé e Príncipe (BISTP) a São Tomé i Príncipe i altres empreses.